# (3459) Bodil
(3459) Bodil est un astéroïde de la ceinture principale.

## Description
(3459) Bodil est un astéroïde de la ceinture principale. Il fut découvert le 2 avril 1986 à Brorfelde par Poul Jensen. Il présente une orbite caractérisée par un demi-grand axe de 2,24 UA, une excentricité de 0,17 et une inclinaison de 5,2° par rapport à l'écliptique.

## Compléments